# Pulsatilla sugawarai
Pulsatilla sugawarai är en ranunkelväxtart som beskrevs av Kingo Miyabe och Tatewaki. Pulsatilla sugawarai ingår i släktet pulsatillor, och familjen ranunkelväxter. Inga underarter finns listade i Catalogue of Life.